# Рокфіш (Північна Кароліна)
Рокфіш (англ. Rockfish) — переписна місцевість (CDP) в США, в окрузі Гоук штату Північна Кароліна. Населення — 3383 особи (2020).

## Географія
Рокфіш розташований за координатами 34°59′26″ пн. ш. 79°4′12″ зх. д. / 34.99056° пн. ш. 79.07000° зх. д. (34.990557, -79.070060).  За даними Бюро перепису населення США в 2010 році переписна місцевість мала площу 13,07 км², з яких 12,83 км² — суходіл та 0,24 км² — водойми.

## Демографія
Згідно з переписом 2010 року, у переписній місцевості мешкало 3298 осіб у 1193 домогосподарствах у складі 930 родин. Густота населення становила 252 особи/км².  Було 1271 помешкання (97/км²).
Расовий склад населення:
| - 67,9 % — білих - 20,2 % — чорних або афроамериканців - 1,7 % — корінних американців - 1,2 % — азіатів - 0,5 % — вихідців з тихоокеанських островів - 3,4 % — осіб інших рас |

До двох чи більше рас належало 5,1 %. Частка іспаномовних становила 11,6 % від усіх жителів.
За віковим діапазоном населення розподілялося таким чином: 31,1 % — особи молодші 18 років, 64,0 % — особи у віці 18—64 років, 4,9 % — особи у віці 65 років та старші. Медіана віку мешканця становила 29,6 року. На 100 осіб жіночої статі у переписній місцевості припадало 96,3 чоловіків;  на 100 жінок у віці від 18 років та старших — 91,2 чоловіків також старших 18 років.
Середній дохід на одне домашнє господарство  становив 70 169 доларів США (медіана — 60 833), а середній дохід на одну сім'ю — 73 564 долари (медіана — 64 539). За межею бідності перебувало 10,2 % осіб, у тому числі 16,9 % дітей у віці до 18 років та 0,0 % осіб у віці 65 років та старших.
Цивільне працевлаштоване населення становило 1451 особа. Основні галузі зайнятості: освіта, охорона здоров'я та соціальна допомога — 24,6 %, публічна адміністрація — 17,2 %, роздрібна торгівля — 14,1 %, виробництво — 11,4 %.